# Aprendizaje móvil fuera de línea
El aprendizaje móvil fuera de línea (Offline mobile learning), se refiere a la capacidad de acceder a materiales de aprendizaje en un dispositivo móvil sin requerir una conexión de Internet.
En general, las funcionalidades de las aplicaciones basadas en web dependen de la capacidad de acceder a la Web. Si bien hay muchas razones prácticas para que una aplicación acceda a los datos en un servidor, no todas las características de una aplicación pueden necesitar necesariamente dicho acceso. 
El acceso sin conexión a tales características puede mejorar la experiencia del usuario y la aplicabilidad más amplia de una aplicación.
Las tareas que requieren una única solicitud de servicio son adecuadas para escenarios fuera de línea. Estas tareas siguen un modelo de "compilación y reenvío", donde el usuario especifica todos los datos requeridos para la solicitud del servicio, que luego se reenvía al servicio real cuando el cliente se vuelve a conectar. Ejemplos de este tipo de tarea son: redactar un correo electrónico, redactar una convocatoria de reunión e ingresar información de la orden. Todas estas tareas son elementos discretos que el usuario puede completar sin conexión y que dan como resultado una única solicitud de servicio.

## Aprendizaje móvil: países en desarrollo
El reto de un mundo desarrollado con dispositivos tecnológicos altamente sofisticados es un sueño futurista para la mayoría de los países en desarrollo. Sin embargo, estos países se dan cuenta de que M-Learning es más que solo usar un dispositivo móvil para E-Learning, y que requiere un enfoque completamente diferente. Para utilizar M-Learning de manera eficiente en estos países en desarrollo, es necesario comprender este enfoque, a medida que la tecnología esté disponible.
Estas tecnologías móviles han posibilitado con éxito oportunidades de aprendizaje y apoyo para aquellos alumnos de países en desarrollo que se encuentran a gran distancia de las instalaciones educativas y no cuentan con la infraestructura para respaldar el acceso.
Los usuarios de los países en desarrollo tienen la misma necesidad de que M-Learning sea móvil, accesible y asequible, como lo hacen los países desarrollados. La verdadera importancia de M-Learning es su capacidad de hacer que el aprendizaje sea móvil, lejos del aula o el lugar de trabajo. Estas tecnologías inalámbricas y móviles permiten oportunidades de aprendizaje a los alumnos que no tienen acceso directo al aprendizaje en estos lugares. Muchos estudiantes en países en desarrollo tienen problemas para acceder a Internet o tienen dificultades para proporcionar tecnología que les permita aprender en un entorno de aprendizaje electrónico. Los dispositivos móviles son una alternativa más barata en comparación con los equipos tradicionales de E-Learning, como PC y computadoras portátiles.
Sin embargo, para aprovechar plenamente este potencial, es imprescindible explorar los factores que determinan el desarrollo de las telecomunicaciones móviles en el mundo en desarrollo. La prestación de servicios móviles en hardware abierto y software abierto no solo tiene sentido, sino que también puede reducir el costo y aumentar así la posibilidad de ofrecer servicios sostenibles en el futuro. Si bien los beneficios del software de código abierto son probados, es importante realizar un estudio más amplio para investigar el rol potencial del enfoque copyleft relativamente nuevo para hardware personalizado, ya que el apoyo a los estudiantes móviles en sus propios contextos socioculturales de países en desarrollo es un reto significativo.

## Tecnología
Existe una gama de dispositivos desde teléfonos móviles hasta dispositivos de un solo uso, como lectores de libros electrónicos. Las tecnologías web actuales proporcionan soporte limitado para el acceso fuera de línea al contenido y, por lo tanto, las aplicaciones web generalmente están diseñadas para interacciones en línea con el servidor y requieren que la conexión a Internet funcione. Pero el dispositivo móvil a menudo está desconectado por naturaleza y la conexión de red inalámbrica no está disponible todo el tiempo. El dispositivo necesita almacenar datos localmente en una base de datos totalmente explorable y la aplicación debe permitir la interacción continua independientemente de la disponibilidad de Internet. La aplicación también debe ser independiente del dispositivo y la plataforma.

## Desafíos
Algunos dispositivos móviles modernos tienen la capacidad de almacenar miles de documentos y, por lo tanto, tienen el potencial de ser utilizados como poderosas herramientas de aprendizaje fuera de línea.
Por lo general, la solución óptima es utilizar la conexión local tanto como sea posible, ya que generalmente es más rápido que una conexión remota. Sin embargo, cuanto más trabajo realiza una aplicación localmente, más código necesita escribir para implementar la función localmente y sincronizar los datos correspondientes. Hay una compensación de costo/beneficio que considerar, y algunas características pueden no ser útiles para el soporte local.
- Datos: Q7079637